# Fabien Lefèvre (Kanute)

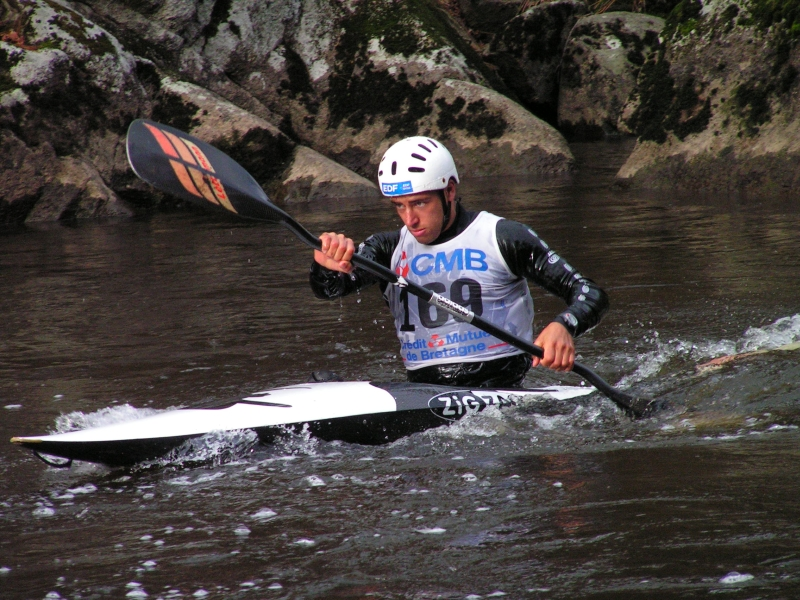
Fabien Lefèvre, 2005

Fabien Lefèvre (* 18. Juli 1982 in Orléans) ist ein ehemaliger französischer Kanuslalomfahrer im Kajak-Einer, der ab 2013 für die Vereinigten Staaten antrat.

## Karriere
Fabien Lefèvre gehört seit 2002, als er Weltmeister im Einzel und Dritter mit dem Team in Bourg-Saint-Maurice wurde, zur Weltspitze im Kanuslalom. Ein Jahr später gewann er in Augsburg erneut den Titel. Den dritten WM-Titel holte er 2005 in Penrith mit der Mannschaft. Im Einzel wurde er Zweiter. Auch 2006 kam Lefèvre in Prag ins Finale und belegte am Ende Platz fünf. Mehrfach konnte der Kanute aus Pau Siege und vordere Platzierungen bei Weltcuprennen erringen. Große Erfolge erreichte er auch bei Olympischen Spielen. 2004 gewann Lefèvre in Athen hinter seinem Landsmann Benoît Peschier und dem Briten Campbell Walsh die Bronzemedaille. Vier Jahre später konnte er in Peking seine Platzierung verbessern und gewann hinter Alexander Grimm Silber.
In seiner Karriere gewann er insgesamt sieben Weltmeistertitel. Seinen siebten Titel gewann er 2014 unter US-amerikanischer Flagge, nachdem er 2012 in die Vereinigten Staaten gezogen und ab 2013 für diese startberechtigt war.